# Снупи (ТВ серија из 2014)
Снупи (енгл. Peanuts by Schulz) је италијанско—француско-америчка анимирана телевизијска серија заснована на стрипу Peanuts. Прва епизода приказана је 9. новембра 2014. године на каналу France 3.
У Србији је серија премијерно приказивана 2016. године на каналу РТС 2, синхронизована на српски језик. Синхронизацију је радио студио Имагинаријум. Касније исте године, серија је емитована на каналу Минимакс, са новом синхронизацијом коју је радио студио Студио.